# Carmine Senise (homme politique)
Pour les articles homonymes, voir Carmine Senise et Senise (homonymie).
Carmine Senise (Corleto Perticara, 30 mai 1836 - Corleto Perticara, 31 octobre 1918) est un préfet et un homme politique italien.

## Biographie
Après avoir participé en tant que garibaldien aux soulèvements insurrectionnels de la Basilicate, Carmine Senise entame une carrière administrative dans le royaume d'Italie dans les rangs des libéraux modérés. Après avoir été commissaire royal et sous-préfet à Velletri, il occupe la fonction de préfet dans plusieurs villes italiennes jusqu'à sa nomination comme sénateur en 1893. Enfin, il occupe également la fonction de président du conseil provincial de Potenza, .
Il est le frère de l'homme politique Tommaso Senise et l'oncle de l'éponyme Carmine Senise, chef de la police pendant l'ère fasciste.

### Carrière
- Sous-gouverneur de Matera (22 septembre 1860)
- Intendant de Matera (6 janvier 1861)
- Préfet conseiller de Reggio Emilia (17 novembre 1861)
- Sous-préfet de Velletri (28 novembre 1872).
- Préfet de Cosenza (21 décembre 1875)
- Préfet de Reggio Emilia (8 septembre 1876)
- Préfet de Salerne (10 octobre 1877)
- Préfet d'Ancône (7 août 1881)
- Préfet de Caserta (15 mars 1886)
- Préfet de Bari (21 août 1889)
- Préfet de Naples (5 juin 1892-18 septembre 1893. Mis à disposition)

### Fonctions politiques et administratives
- Président du conseil provincial de Potenza

## Distinctions honorifiques
- Chevalier de la grand-croix de l'ordre de la Couronne d'Italie - 31 mars 1889
 - Officier de l'ordre des Saints-Maurice-et-Lazare - 13 septembre 1881
 - Commandeur de l'ordre des Saints-Maurice-et-Lazare - 15 janvier 1888
 - Grand officier de l'ordre des Saints-Maurice-et-Lazare - 8 juillet 1894

## Source
- (it) Cet article est partiellement ou en totalité issu de l’article de Wikipédia en italien intitulé « Carmine Senise (politico) » (voir la liste des auteurs).

## Articles externes
- Ressources relatives à la vie publique :   - Chambre des députés
  - Sénat du royaume d'Italie